# Clintonská jaderná elektrárna
Clintonská jaderná elektrárna (anglicky Clinton Power Station) je provozní jadernou elektrárnou ve Spojených státech. Leží poblíž města Clinton ve státě Illinois. Elektrárna je vlastněna a provozována společností Constellation Energy a dříve společností Exelon. Dodána a vybudována byla společností General Electric. Ke chlazení reaktoru elektrárna používá otevřený okruh, kdy se voda ochlazuje v Clintonském jezeře. Zařízení je známé tím, že při výstavbě byl plánovaný rozpočet překročen o téměř 1000% (4,25 miliard dolarů oproti původně plánovaným 430 milionům) a navíc se sedmiletým zdržením.

## Historie a technické informace

### Blok 1
Projekt na výstavbu jaderné elektrárny vznikl v roce 1973. Výstavba prvního reaktoru započala 1. října roku 1975. Jedná se o varný reaktor typu BWR-6 o hrubém výkonu 1098 MW a čistém výkonu po odpočtu vlastních potřeb bloku 1065 MW. Do sítě byl připojen 24. dubna 1987 a uveden do komerčního provozu byl 24. listopadu 1987.
Tento reaktor stačí k pokrytí potřeby elektřiny přibližně jednoho milionu průměrných domácností v USA. 
V říjnu 2022 společnost Constellation oznámila, že usiluje o prodloužení provozní licence elektrárny do roku 2047.

### Blok 2
Původní plán byl vybudovat v areálu dva identické varné reaktory. Výstavba druhého bloku započala současně s prvním, jelikož měly být spojeny v jednu budovu. Stalo se tak 1. října 1975. Výstavba prvního ale byla doprovázena obrovským zpožděním a astronomickým překročením nákladů. Z tohoto důvodu byla výstavba druhého reaktoru zrušena 1. října 1983 ve fázi výkopových jam. Infrastruktura elektrárny, čerpadla chladné vody z jezera i výpustní kanál teplé vody zpět však počítají s dvěma bloky, proto jsou využity jen z poloviny.
V září 2003 společnost Exelon podala žádost u NRC o výstavbu druhého reaktoru v areálu jaderné elektrárny, která byla schválena v roce 2007. Mělo se jednat o tlakovodní reaktor AP1000 od firmy Westinghouse. V červnu 2016 bylo plánování 2. reaktoru odloženo na neurčito. Zároveň bylo plánováno stávající varný blok odstavit do června 2017, protože se elektrárna potýkala s konkurencí na velkoobchodních trzích s elektřinou, což vedlo k vysokým ekonomickým ztrátám. Plány však byly zrušeny poté, co senát státu Illinois schválil dotace pro jaderné elektrárny.

### Okolní obyvatelstvo
NRC definuje dvě zóny havarijního plánování kolem jaderných elektráren. První o poloměru 16 kilometrů, která se týká především vystavení radioaktivní kontaminace vzduchu a poté druhou o poloměru 80 kilometrů, jež se zabývá kontaminací potravin a vody.
Podle studie NRC zveřejněné v srpnu 2010 byl každoroční odhad rizika zemětřesení dostatečně silného na to, aby způsobilo poškození aktivní zóny reaktoru 1 ku 400 000.

## Informace o reaktorech
| Reaktor   | Typ reaktoru  | Výkon   | Výkon   | Zahájení výstavby | Připojení k síti             | Uvedení do provozu           | Uzavření |
| Reaktor   | Typ reaktoru  | Čistý   | Hrubý   | Zahájení výstavby | Připojení k síti             | Uvedení do provozu           | Uzavření |
| --------- | ------------- | ------- | ------- | ----------------- | ---------------------------- | ---------------------------- | -------- |
| Clinton-1 | BWR-6 218-624 | 1065 MW | 1098 MW | 1. 10. 1975       | 24. 4. 1987                  | 24. 11. 1987                 |          |
| Clinton-2 | BWR-6 218-624 | 933 MW  | 985 MW  | 1. 10. 1975       | Výstavba zrušena 1. 10. 1983 | Výstavba zrušena 1. 10. 1983 |          |